# KIN (ミュージシャン)
KIN（キン 本名：折本 欣也（おりもと きんや） 1972年6月16日 - ）は、日本のヒップホップミュージシャン。日本で初めて完全即興によるフリースタイルラップに着手した最初期のMCと言われている。東京都足立区東和出身。

## 来歴
足立区立東渕江小学校、足立区立蒲原中学校、東海大学付属高輪台高等学校、東海大学教養学部卒業。小学校時代はクラスの代表委員（児童会長選挙に立候補経験あり）、中学校時代は生徒会副会長を務めていた。早稲田大学ソウルミュージック研究会ギャラクシーに在籍していた。
1992年から始まっていた下北沢のクラブZOO（後にSLITSに改名）のスラムダンクディスコにおいて、独自のフリースタイル路線を打ち出していた。1994年8月にKOHEI JAPANらとともにヒップホップグループMELLOW YELLOWを結成。リーダーとMCを担当。
また、本名の折本欣也として、RIP SLYMEのPESとともにブランド「Optimystik」を立ち上げるなど、実業家のような活動もしている。
2009年9月に結婚。

## ディスコグラフィー
MELLOW YELLOWとしての作品は除く
- 「Ivory Tower」（2011年）

- 「K.I.N. 120%」 KIN
オムニバス『THE BEST OF JAPANESE HIP HOP』に収録
- 「AMANOJAKU (NAGOMIX)」 ROCK-Tee feat. K.I.N., PESSY
オムニバス『THE BEST OF JAPANESE HIP HOP』に収録
- 「ブレーメン」 マボロシ feat. CHANNEL, K.I.N., CUEZERO
アルバム『ワルダクミ』に収録
- 「ウィークエンド・シャッフル」 RHYMESTER feat. MCU, RYO-Z, KREVA, CUEZERO, CHANNEL, KOHEI JAPAN, SU, LITTLE, ILMARI, GAKU-MC, SONOMI, PES, K.I.N, 童子-T
アルバム『HEAT ISLAND』に収録
- 「縁 + JOY 〜six minutes of funk〜」 YA-KYIM respects K.I.N (MELLOW YELLOW), YUTAKA (Full Of Harmony), CHANNEL, CUE ZERO
アルバム『HAPPY! ENJOY! FRESH!』に収録

## 主なテレビ出演
- フリースタイルダンジョンseason4rec5ゲスト審査員(2017年12月13日)